# Jazze Pha
Phalon Anton Alexander (Memphis, 25 de Abril de 1974), mais conhecido pelo seu nome de palco Jazze Pha, é um produtor musical, compositor e rapper norte-americano.